# František Jansa
František Jansa (ur. 12 września 1962) – czeski lekkoatleta specjalizujący się w skoku o tyczce. Największe sukcesy w karierze odniósł w barwach Czechosłowacji.

## Sukcesy sportowe
- sześciokrotny mistrz Czechosłowacji w skoku o tyczce – 1981, 1982, 1983, 1984, 1990, 1992[1]
- sześciokrotny halowy mistrz Czechosłowacji w skoku o tyczce – 1983, 1985, 1987, 1988, 1990, 1991[2]
- halowy mistrz Czech w skoku o tyczce – 1993[3]

| Rok  | Miasto    | Zawody                      | Konkurencja   | Wynik       |
| ---- | --------- | --------------------------- | ------------- | ----------- |
| 1981 | Utrecht   | mistrzostwa Europy juniorów | skok o tyczce | złoty medal |
| 1982 | Ateny     | mistrzostwa Europy          | skok o tyczce | 7. miejsce  |
| 1983 | Budapeszt | halowe mistrzostwa Europy   | skok o tyczce | 7. miejsce  |
| 1983 | Helsinki  | mistrzostwa świata          | skok o tyczce | 10. miejsce |
| 1985 | Paryż     | światowe igrzyska halowe    | skok o tyczce | 10. miejsce |
| 1986 | Madryt    | halowe mistrzostwa Europy   | skok o tyczce | 5. miejsce  |
| 1986 | Stuttgart | mistrzostwa Europy          | skok o tyczce | 9. miejsce  |
| 1986 | Moskwa    | igrzyska dobrej woli        | skok o tyczce | 7. miejsce  |

## Rekordy życiowe
- skok o tyczce – 5,62 – Praga 03/09/1983
- skok o tyczce (hala) – 5,55 – Praga 19/01/1985